# Christoph Voll
Christoph Voll, né le 27 avril 1897 à Munich (royaume de Bavière) et mort le 16 juin 1939 à Karlsruhe (Allemagne), est un sculpteur et graphiste allemand associé à l'expressionnisme.